# Jamajčanska nogometna reprezentacija
Jamajčanska nogometna reprezentacija predstavlja Jamajku u nogometu, te je pod kontrolom Jamajčanskog nogometnog saveza. Svoje domaće utakmice igraju na Nacionalnom stadionu u Kingstonu, a nadimak im je The Reggae Boyz. Najveći uspjeh im je igranje na Svjetskom prvenstvu 1998. Uz to, šest puta su osvajali Karipski kup, a najbolji rezultat na Gold Cupu im je drugo mjesto 2015. i 2017. godine. 

## Nastupi naSvjetskim prvenstvima
- 1930. - 1962. - nisu se natjecali (do 1962. pod imenom Britanska Jamajka)
- 1966. - nisu se kvalificirali
- 1970. - nisu se kvalificirali
- 1974. - odustali od kvalifikacija
- 1978. - nisu se kvalificirali
- 1982. - nisu se natjecali
- 1986. - odustali u kvalifikacijama
- 1990. - nisu se kvalificirali
- 1994. - nisu se kvalificirali
- 1998. - 1. krug
- 2002. - nisu se kvalificirali
- 2006. - nisu se kvalificirali
- 2010. - nisu se kvalificirali
- 2014. - nisu se kvalificirali
- 2018. - nisu se kvalificirali

## Nastupi na prvenstvu CONCACAFA
- 1963. – 1. krug
- 1965. - nisu se natjecali
- 1967. - nisu se kvalificirali
- 1969. – 6. mjesto
- 1971. - nisu se kvalificirali
- 1973. - nisu se natjecali
- 1977. - odustali od natjecanja
- 1981. - nisu se natjecali
- 1985. - odustali od natjecanja
- 1989. - nisu se kvalificirali

## Nastupi naGold Cupu
- 1991. – 1. krug
- 1993. – 3. mjesto
- 1996. - nisu se kvalificirali
- 1998. – 4. mjesto
- 2000. – 1. krug
- 2002. - nisu se kvalificirali
- 2003. - četvrtfinale
- 2005. - četvrtfinale
- 2007. - nisu se kvalificirali
- 2009. - kvalificirani
- 2011. - četvrtfinale
- 2013. - nisu se kvalificirali
- 2015. – 2. mjesto
- 2017. – 2. mjesto
- 2019. – 4. mjesto
- 2021. - kvalificirani

## Nastupi na Karipskom kupu
- 1989. - nisu se kvalificirali
- 1991. - pobjednici
- 1992. – 2. mjesto
- 1993. – 2. mjesto
- 1994. – 1. krug
- 1995. – 1. krug
- 1996. – 1. krug
- 1997. - treće mjesto
- 1998. - pobjednici
- 1999. - treće mjesto
- 2001. – 2. krug
- 2005. - pobjednici
- 2007. – 1. krug
- 2008. - pobjednici
- 2010. - pobjednici
- 2012. - grupna faza
- 2014. - pobjednici
- 2017. – 2. mjesto

## Nastupi na Panameričkim Igrama
- 2007. - srebrna medalja

## Trenutačni sastav
- vratari: Dwayne Miller, Richard McCallum
- braniči: Shavar Thomas, Jermaine Taylor, Adrian Reid, Keneil Moodie, Eric Vernan
- veznjaci: Rodolph Austin, Lovel Palmer, Dane Richards, Keammar Daley
- napadači: Kryshane Wright, Luton Shelton, Omar Cummings, Ryan Johnson

## Izbornici
| Godine        | Drž. | Izbornici          |
| ------------- | ---- | ------------------ |
| 1989. – 1990. |      | Geoffrey Maxwell   |
| 1990. – 1994. |      | Carl Brown         |
| 1994. – 2000. |      | René Simões        |
| 2000.         |      | Sebastião Lazaroni |
| 2000. – 2001. |      | Clovis De Olivera  |
| 2001. – 2004. |      | Carl Brown         |
| 2000.         |      | Sebastião Lazaroni |
| 2004. – 2006. |      | Wendell Downswell  |
| 2006.         |      | Carl Brown         |
| 2006. – 2007. |      | Bora Milutinović   |
| 2007. – 2008. |      | Theodore Whitmore  |
| 2008.         |      | René Simões        |
| 2008. – 2009. |      | John Barnes        |
| 2009. – 2013. |      | Theodore Whitmore  |
| 2013. – 2016. |      | Winfried Schäfer   |
| 2016. -       |      | Theodore Whitmore  |

## Vanjske poveznice
- Jamajčanski nogometni savez